# Generatore di segnali
Il generatore di segnale è un'apparecchiatura elettrica/elettronica in grado di generare un segnale elettrico con caratteristiche scelte a priori dall'operatore; il segnale, ai fini dell'utilizzo dell'apparecchiatura, può essere considerato stabile e preciso.
Queste apparecchiature, anche se non possono effettuare direttamente letture di grandezze elettriche, possono considerarsi a tutti gli effetti strumenti di misura in quanto, con esse, si possono effettuare delle misure per confronto oppure costituire un campione materiale di una grandezza elettrica.
Nota: In elettronica, con il termine "generatore di segnale" viene genericamente definito un qualsiasi circuito in grado di generare un segnale con caratteristiche note. Questa voce disquisisce delle singole apparecchiature espressamente realizzate a tale scopo, e che si trovano in commercio come strumento a sé stante.

## Uso
I generatori di segnale (intesi come apparecchiature a sé stanti) sono tipicamente utilizzati in tre modi:
- nel test di circuiti elettrici ed elettronici;
- come dispositivo di comando di processo;
- come strumento campione.

### Verifica
Un impiego comune dei generatori di segnale è quello di verificare circuiti elettrici ed elettronici: l'apparecchiatura fornisce un preciso segnale al circuito da verificare, l'analisi di come quest'ultimo lo elabora realmente, e il confronto tra quanto invece era previsto teoricamente, fornisce all'analista un quadro della funzionalità del circuito. 
Rispetto alla verifica in situ (nelle condizioni d'utilizzo reale), l'uso dei generatori di segnale offre alcuni vantaggi:
- permette il controllo attraverso segnali dotati di precise caratteristiche e ripetibili, aiutando così a circoscrivere il comportamento dei circuiti, i loro problemi e favorendone la comprensione;
- variare velocemente le caratteristiche del segnale generato, in modo da controllare velocemente il comportamento del circuito in tutto il suo campo d'utilizzo.

Esempio: collegando un generatore di onde sinusoidali all'ingresso di un amplificatore, ed effettuando velocemente delle "spazzolate" con segnali ad ampiezza e frequenza variabili, si può verificarne la linearità in ampiezza e la risposta in frequenza.

### Comando
Un altro impiego dei generatori di segnale, è quando vengono usati per dare comandi stabili e precisi ad altre apparecchiature: in questo caso il segnale generato è usato come riferimento per controllare il processo d'uscita di apparecchiature, le quali spesso non lavorano nemmeno su grandezze elettriche. 
Esempio: interfacciando un generatore di segnali al sistema di comando di un'elettrovalvola, si può controllare il flusso di un fluido con andamenti ciclici più o meno complessi.
Spesso le apparecchiature per il controllo di processo dispongono di propri sistemi di comando, integrati nell'apparecchiatura stessa (generatori di segnali di controllo, computer, PLC, ecc.). D'altronde, i sistemi di controllo più evoluti dispongono anche d'ingressi che permettono il comando da dispositivi esterni; ciò amplia la flessibilità del sistema, permettendo di collegare altre apparecchiature di controllo, con caratteristiche inizialmente non previste, superiori in termini di precisione o in termini campo applicativo.

### Strumento campione
Una variante particolare dell'impiego dei generatori di segnale nel testing, è quando viene usato come campione materiale in grado di generare una grandezza elettrica di valore noto, stabile e definito con incertezza relativamente bassa, da usarsi come riferimento per la taratura di strumentazione elettrica.
Esempio: si può tarare un frequenzimetro facendogli misurare la frequenza di un segnale emesso da un generatore di forme d'onda campione, oppure facendo coincidere per battimento la frequenza dei due oscillatori.
Ovviamente, il generatore campione deve anch'esso essere stato preventivamente tarato, garantendo così la riferibilità alle unità di misura.

## Visualizzatore
Come già accennato, non tutti i generatori dispongono di visualizzatori in grado di misurare il segnale da essi generato: infatti la funzione primaria di queste apparecchiature è quella di generare un preciso segnale, non quello di misurarlo. Di fatto, una volta che l'apparecchiatura è stata convenientemente regolata dall'operatore (settaggio), viene dato per scontato che il segnale d'uscita sia quello previsto.
Per il settaggio, normalmente l'apparecchiatura dispone di un certo numero di pulsanti, selettori e commutatori atti a modificare le caratteristiche del segnale generato. La presenza di un eventuale visualizzatore o di spie luminose, può servire solamente ad evidenziare all'operatore le impostazioni effettuate.
La presenza di un sistema di misura del segnale generato, si rende necessario solo quando una parte delle regolazioni si devono fare con comandi analogici (esempio dei potenziometri senza scatto): in tal caso l'indeterminazione propria nella regolazione del dispositivo, si ripercuote negativamente sul segnale d'uscita, rendendo necessario un controllo sullo stesso. Detto controllo può essere eseguito da un altro strumento, indipendente dal generatore, o più praticamente da uno strumento di misura integrato nel generatore stesso.
Esistono in commercio strumenti multifunzione, che oltre ad essere dei generatori di segnali, permettono la lettura di segnali applicati ai loro ingressi; in questo caso il visualizzatore in dotazione può servire sia per evidenziare i settaggi, che per leggere il valore di un segnale applicato allo strumento stesso.

## Programmabilità
Con il progresso dell'elettronica, e in particolare con l'uso estensivo dei microcomputer e della conversione digitale/analogica, i generatori di segnale hanno potuto giovarsi di sistemi avanzati per il settaggio e la generazione di segnali.
In particolare, si possono citare:
- l'aumento del campo utile del segnale generato da una singola apparecchiatura (es. aumento dei valori massimi e minimi di tensione e frequenza);
- la memorizzazione dei settaggi d'uso comune per un loro veloce richiamo;
- possibilità di gestione da computer remoti tramite interfacce standard (esempio le tradizionali RS232 e RS485 e IEEE 488 o più recentemente USB ed Ethernet);
- la generazione di segnali complessi (es. segnali modulati, aperiodici, codificati, ecc.);
- registrazione di un segnale per una sua successiva ripetizione;
- generazione di segnali arbitrari definiti a tavolino.

## Tipologia
Visto la vastità di grandezze elettriche e di tipologie di segnali, anche i tipi di generatori sono innumerevoli.
Volendone elencare le tipologie più comuni, si può citare:
- generatori di forme d'onda, destinati prevalentemente alla generazione di segnali alternati periodici (esempio forme d'onda sinusoidali, quadrate, triangolari);
- simulatori di segnale, destinati a generare segnali che simulano sensori o apparecchiature di trasmissione;
- calibratori campione, destinati a generare semplici grandezze elettriche (tensioni, correnti, impedenze), ma con precisioni elevate.